# دیزج امیرمدار

دیزج امیرمدار یکی از روستاهای استان آذربایجان شرقی است که در دهستان باویل بخش مرکزی شهرستان اسکو واقع شده‌است.این روستا ۲۹۹۰ نفر جمعیت دارد.